# Slanec (okres Košice-okolí)

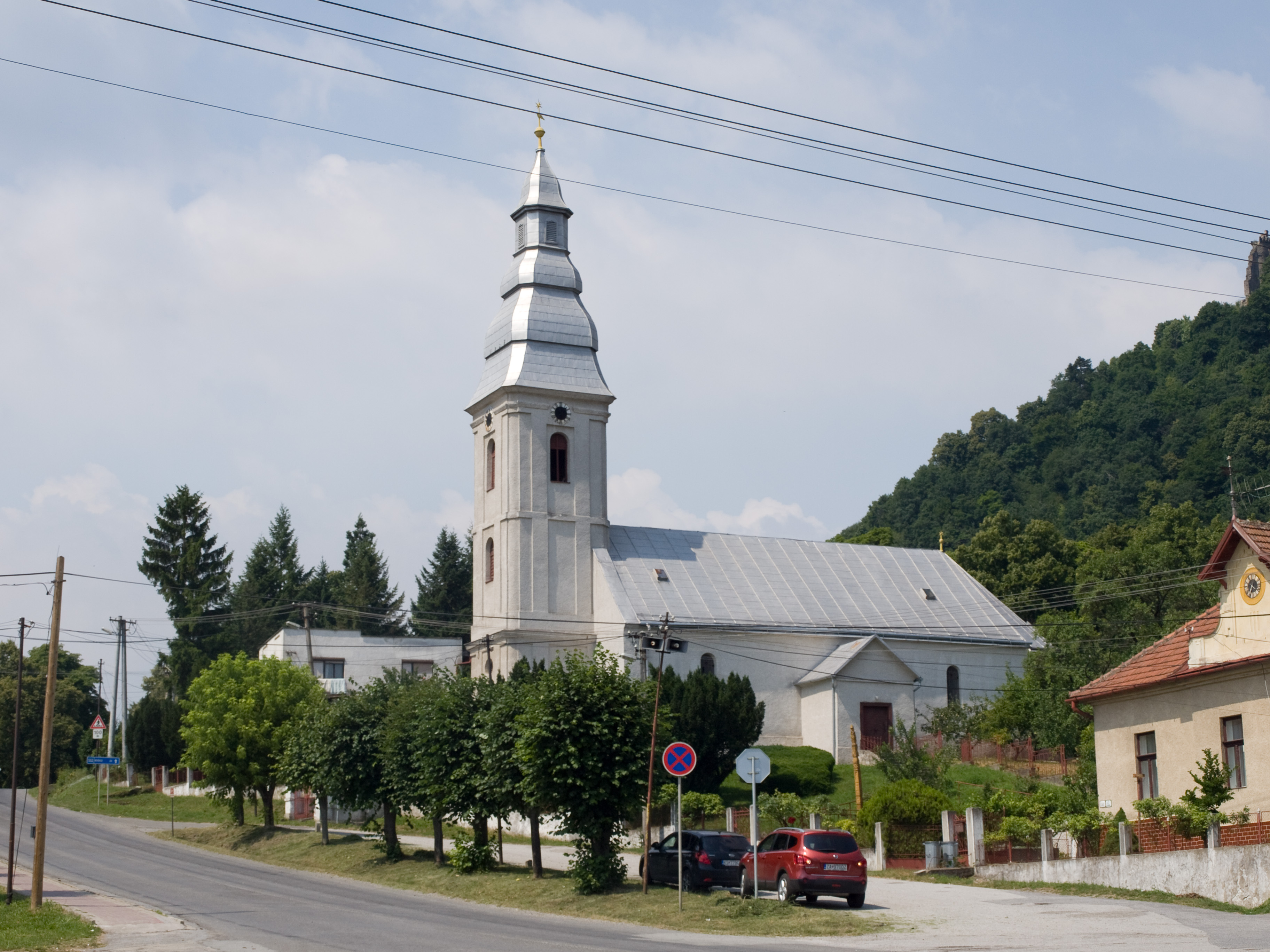
Reformovaný kostel

Slanec (v minulosti Sálanc, maď. Nagyszalánc) je obec v okresu Košice-okolí ležící přibližně 10 kilometrů jihovýchodně od Košic. 
Nedaleko obce protéká řeka Roňava. Dva kilometry severovýchodně za obcí se nachází v místní části železniční stanice ležící na trati z Košic do Čopu. V obci se nachází dva kostely a jedna kaple. Nad obcí leží zřícenina slaneckého hradu.

## Příroda
Část území obce leží v pohoří Slanské vrchy.

### Přírodní rezervace
- Slanský hradný vrch

### Přírodní památka
- Trstinové jazero

## Pamětihodnosti
- Hrad Slanec
- Římskokatolický kostel svatého Štěpána krále (z roku 1754)[3]
- Refomovaný kostel z roku 1784[3]
- Zámecký park – v obci stával zámeček, který byl v roce 1947 zbořen. Částečně se zachoval zámecký park o rozloze 8,5 ha, ve kterém je mj. sekvojovec obrovský, dovezený začátkem 20. století z Kalifornie.[4][5][6]

## Turismus
Z obce vychází naučná stezka Marovka – Bodó lúka, která začíná ve Slanci a končí v maďarské obci Füzér.

## Galerie

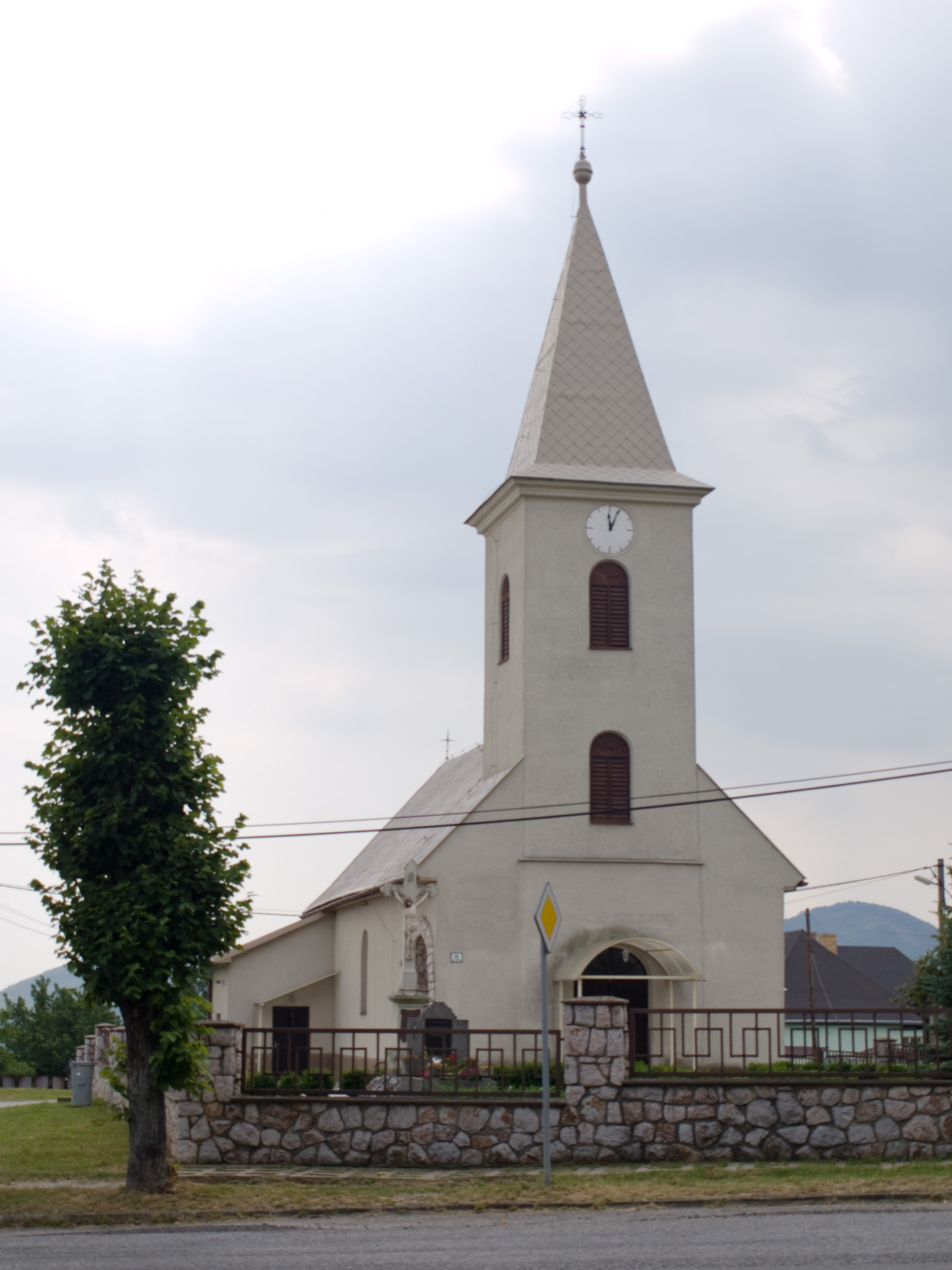
Kostel sv, Štěpána krále
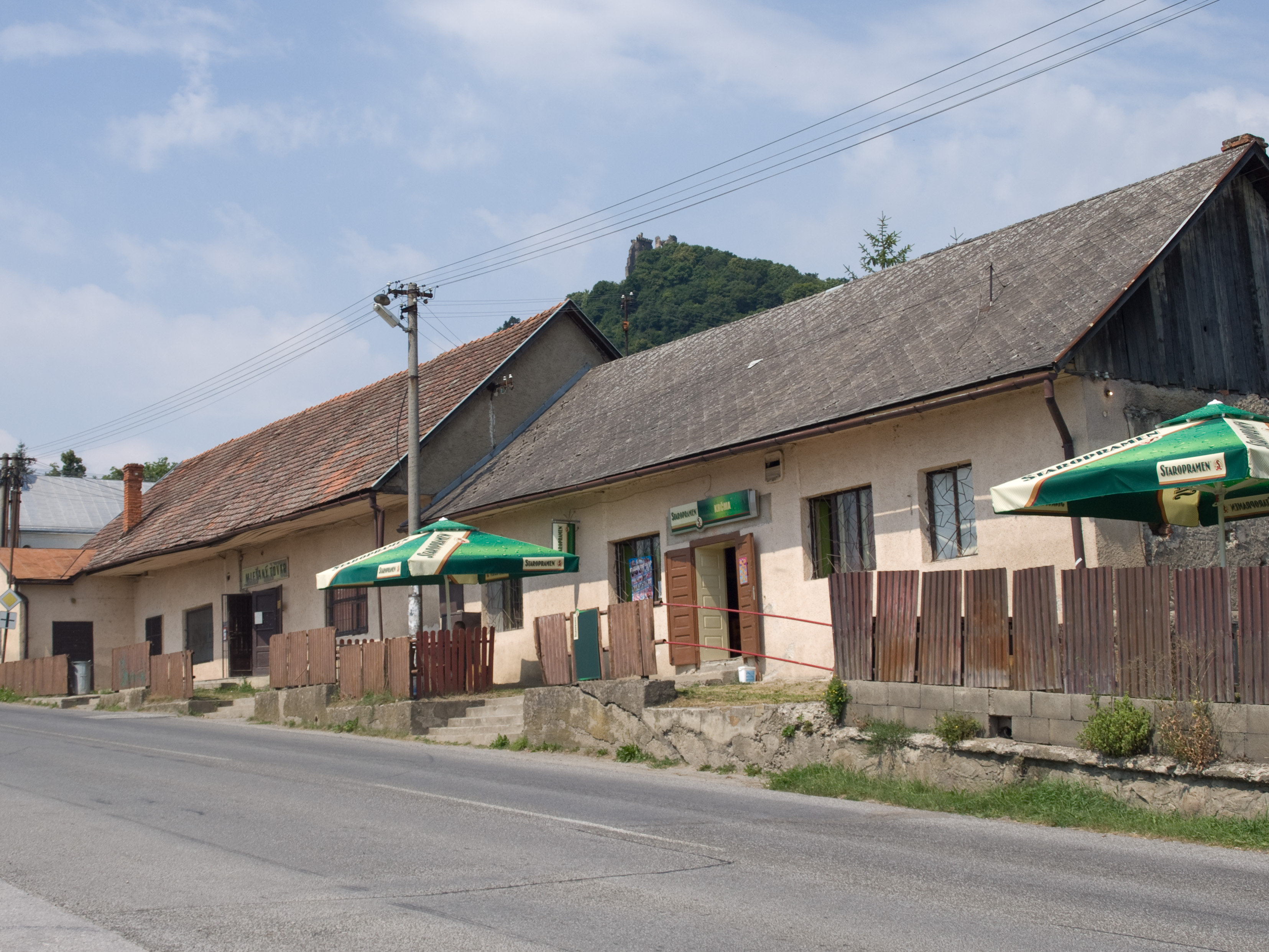
Hostinec na návsi
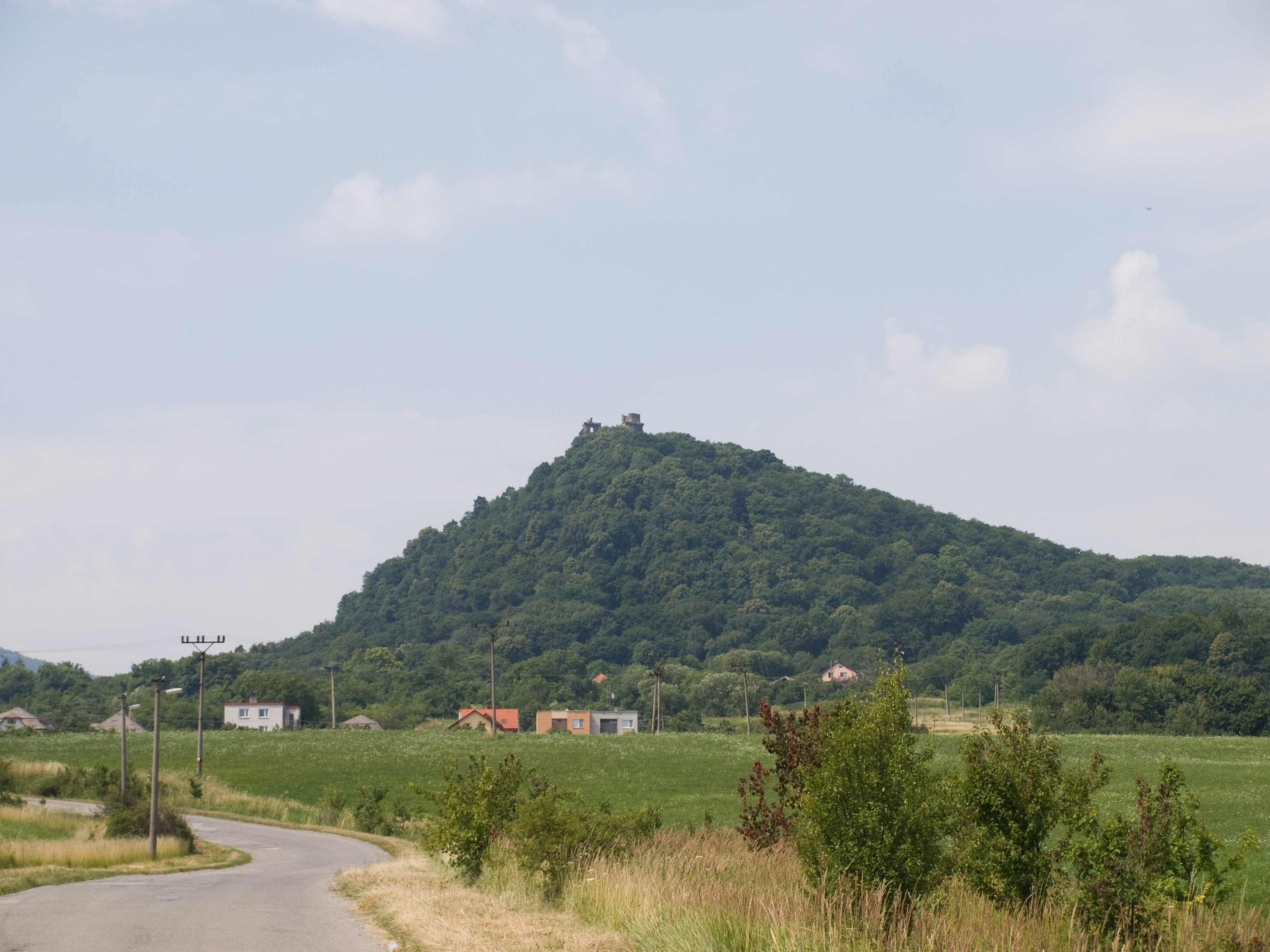
Pohled na kopec nad obcí a slanecký hrad
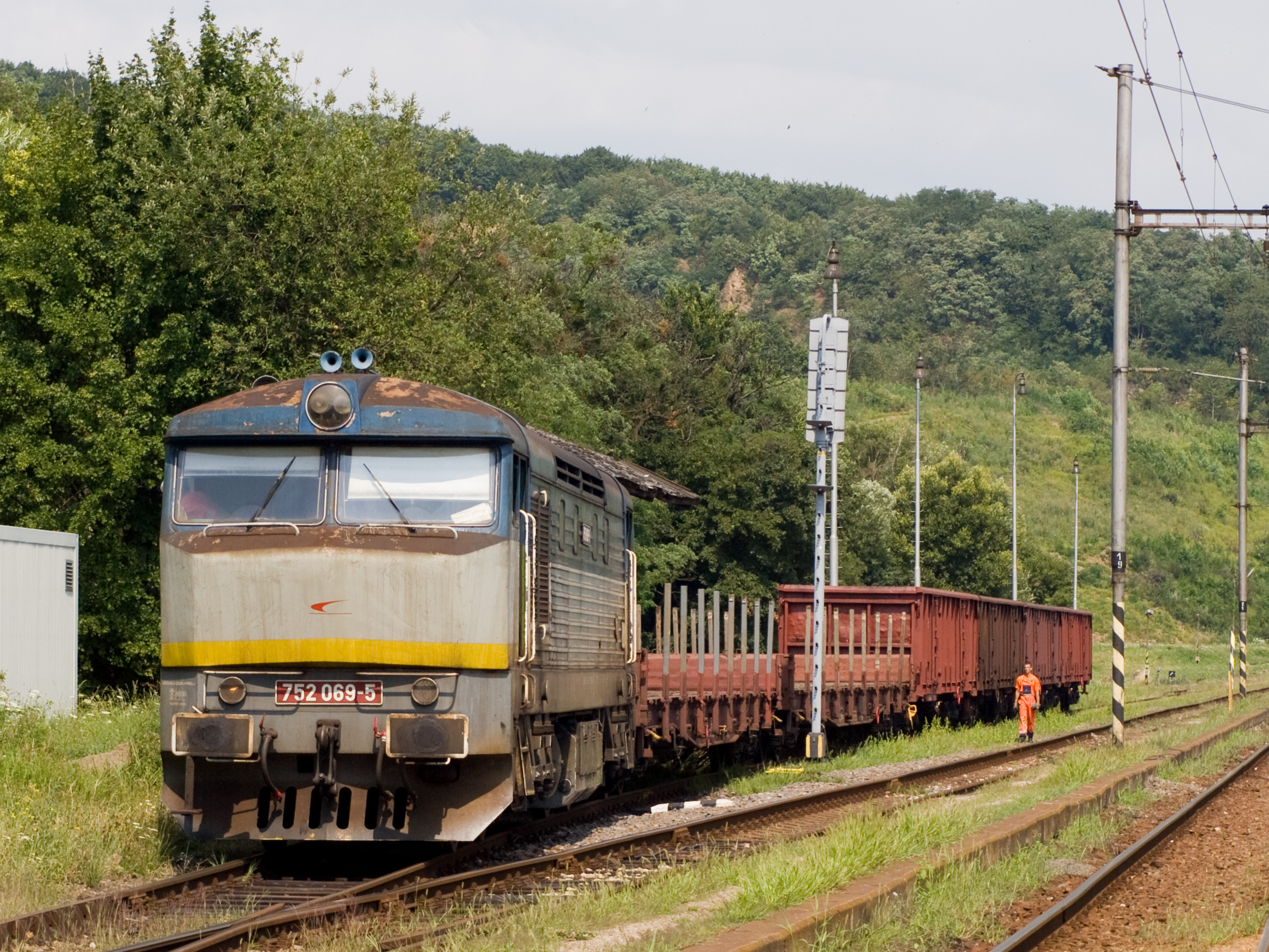
Nákladní vlak manipulující ve stanici Slanec